# باشگاه فوتبال دیامبرز
باشگاه فوتبال دیامبرز (انگلیسی: Diambars FC) یک باشگاه فوتبال مستقر در سالی، سنگال است که در حال حاضر در لیگ برتر فوتبال سنگال، بالاترین سطح لیگ فوتبال در این کشور به فعالیت می‌پردازد. 